# Casa Lloret
La Casa Lloret és una obra modernista de Sant Feliu de Guíxols (Baix Empordà) protegida com a Bé Cultural d'Interès Local.

## Descripció
Edifici entre mitgeres format per planta baixa, pis principal i terrat superior. A la planta baixa hi ha la porta d'accés, centrada, i dues finestres als costats. El primer pis presenta un balcó centrat amb barana de ferro decorada amb motius florals i una finestra a cada banda. Totes les obertures tenen motllures sinuoses amb decoració vegetal de tipus modernista. El coronament és sinuós, amb cornisa i dues petites baranes de ferro.

## Història
L'edifici va ser bastit seguint els postulats estètics del modernisme, a finals del segle xix o principis del segle xx.